# Спорідненість (хімія)
Хімі́чна спорі́дненість — характеристика здатності певних речовин до хімічної взаємодії між собою або для характеристики ступеня стійкості до розкладання на вихідні продукти утвореної при цьому хімічної сполуки.
У різний час хімічну спорідненість намагалися оцінювати за різними параметрами реакцій. У середині 19 століття як міру хімічної спорідненості почали використовувати кількість тепла, що виділяється під час реакції. Однак існування спонтанних ендотермічних реакцій продемонструвало обмеженість в застосуванні цього критерію.
Якоб Гендрік Вант-Гофф, виходячи з другого закону термодинаміки, довів у 1883 році, що напрямок спонтанної реакції визначається не тепловим її ефектом, а максимальною корисною роботою. При цьому він вивів рівняння, яке кількісно виражає залежність зазначеної величини від концентрації речовин, що беруть участь у реакції, і залежність напрямку реакції від співвідношення між цими концентраціями. В наш час[коли?] замість максимальної роботи розглядають зміни ізобарно-ізотермічного потенціалу ΔG (вільна енергія Гіббса) — для реакцій, що відбуваються при постійних температурі і тиску, або зміна ізохорно-ізотермічного потенціалу ΔF (вільна енергія Гельмгольца) — для реакцій, що відбуваються при постійних температурі і об'ємі.